# Unione africana
L'Unione africana (UA) è un'organizzazione internazionale e area di libero scambio comprendente tutti gli Stati africani, con sede ad Addis Abeba, in Etiopia, e a Midrand, in Sudafrica.

## Storia
Si tratta di un'organizzazione regionale molto giovane, nata ufficialmente con il primo vertice dei capi di Stato e di governo del 9 luglio 2002 a Durban, in Sudafrica, durante il quale ne assunse la presidenza Thabo Mbeki, presidente sudafricano. Nel corso del vertice, al quale presenziava tra gli altri il segretario generale delle Nazioni Unite Kofi Annan, furono sottoscritti i primi atti riguardanti gli organi dell'Unione, ovvero il protocollo relativo allo stabilimento del Consiglio di pace e sicurezza e lo statuto della commissione, e furono stabilite regole e procedure per l'Assemblea, il consiglio esecutivo e il comitato dei rappresentanti permanenti.
Le fasi del processo di sviluppo precedenti al vertice di Durban avvennero all'interno dell'Organizzazione dell'unità africana. Nella sessione straordinaria del 1999 a Sirte, in Libia, (luogo di nascita del Leader libico Muʿammar Gheddafi promotore dell'organizzazione, anche con cospicui capitali) l'Organizzazione decise la nascita della nuova Unione.
Il Sahara Occidentale è ammesso come Repubblica democratica araba Sahrawi, pur non essendo a tutti gli effetti indipendente trattandosi di un territorio conteso con il Marocco.
Nel 2000 fu adottato l'atto costitutivo, che entrò in vigore il 26 maggio 2001, un mese esatto dopo la sottoscrizione della Nigeria, il trentaseiesimo Stato ad averlo ratificato. Come previsto dall'atto per un anno vi fu coesistenza tra le due organizzazioni.
Il 15 agosto 2002 le è stato riconosciuto lo status di osservatore dell'Assemblea generale delle Nazioni Unite.

## Descrizione introduttiva
L'Unione africana ha molto in comune con l'organizzazione che l'ha preceduta; si pone tuttavia come il suo superamento, sia per quanto riguarda gli obiettivi sia per le capacità.
Quella che è percepita come la maggiore differenza è la capacità dell'Unione di intervenire in conflitti interni agli stati in situazioni quali genocidio, crimini di guerra e crimini contro l'umanità, secondo quanto stabilito dall'articolo 4H dell'Atto costitutivo. In questo articolo sono citati tutti i principi a cui si ispira l'Unione africana ed è degna di nota la presenza del riferimento al rispetto per i principi democratici, i diritti umani, le regole della legge e del governo, in quanto l'Organizzazione dell'unità africana taceva su questi temi. Per quanto riguarda gli obiettivi contenuti nell'articolo 3, vi sono accenni alla promozione di pace, sicurezza e stabilità nel continente, alla partecipazione popolare e al buon governo, ma anche allo sviluppo sostenibile e alle condizioni necessarie per permettere all'Africa di ottenere il ruolo che le spetta nell'economia globale e nelle negoziazioni internazionali.
Nell'articolo 23.1 è fatto riferimento alle sanzioni stabilite dall'Assemblea da comminarsi a quegli stati che non versino i contributi dovuti all'Unione. Nell'articolo 23.2 vi è invece il riferimento agli stati che manchino di uniformarsi alle decisioni e alle politiche stabilite dall'Unione. Le sanzioni, anche in questo caso stabilite dall'assemblea, possono essere di natura economica e politica. Infine nell'articolo 30 si parla di sospensione dall'Unione per un governo che ottenga il potere con mezzi incostituzionali, senza tuttavia approfondire l'argomento.

### Membri
L'Unione conta 55 membri, comprendendo tutti gli Stati internazionalmente riconosciuti del continente africano, e
la Repubblica democratica araba dei Sahrawi (Stato a limitato riconoscimento internazionale e de facto territorio conteso con il Marocco). Non ne fanno parte i territori posseduti dagli Stati europei.
Il Marocco, che già si era ritirato dall'Organizzazione dell'unità africana il 12 novembre 1984 a seguito all'ammissione della Repubblica Democratica Araba dei Sahrawi nell'Organizzazione dell'Unità Africana, è stato riammesso il 30 gennaio 2017.
Dal 2020 in poi sei Stati membri, come ad esempio il Niger, sono stati sospesi a causa dei colpi di Stato da cui sono stati interessati negli anni 2020.

### Lingue ufficiali
L'Unione Africana ha 6 lingue di lavoro ufficiali: inglese, francese, spagnolo, portoghese, arabo moderno standard e swahili. Quest'ultima, di ceppo bantu, è nativa africana e nell'Atto Costitutivo viene indicata come "Kiswahili", mentre l'arabo classico, poi evoluto tramite alcune semplificazioni, è stato esportato in Nordafrica durante le conquiste dell'Impero Islamico e il suo uso si è espanso ulteriormente con la diffusione della religione islamica. Tutte le altre lingue sono europee.

## Organizzazione

### Assemblea dell'unione africana
L'Assemblea dell'Unione africana è composta da capi di Stato e di governo ed è l'organo principale, essendo dotato di poteri decisionali. Si riunisce una volta all'anno in sessione ordinaria e ogni volta che lo richiedano i due terzi degli Stati membri. Il presidente rimane in carica un anno. La procedura di decisione è il consensus; se esso fallisce, è richiesta la maggioranza dei due terzi. La maggioranza semplice è richiesta invece per le decisioni procedurali. Il quorum necessario per i lavori è rappresentato dai due terzi, ovvero trentaquattro Stati. L'assemblea si riserva la possibilità di delegare ad uno degli altri organi qualsiasi suo potere.
Dal 17 febbraio 2024 il presidente dell'Unione africana è Mohamed Ould Ghazouani, presidente della Mauritania.

### Commissione dell'Unione africana
La Commissione, con sede ad Addis Abeba, rappresenta il segretariato dell'Unione. Lo statuto che ne stabilisce funzioni, organizzazione ed obblighi è stato presentato al primo vertice dell'Unione africana nel 2002; dal 2017 il presidente della Commissione è il ciadiano Moussa Faki.

### Consiglio esecutivo
Il Consiglio esecutivo è composto dai ministri degli esteri o dai loro delegati. La procedura di decisione è uguale a quella dell'Assemblea. Il suo compito è monitorare l'esecuzione delle politiche adottate dall'organo decisionale, inoltre è responsabile di alcune materie come energia, risorse idriche, tecnologia. Secondo quanto stabilito dall'articolo 13.3 dell'atto costitutivo dell'Unione africana, il Consiglio può delegare qualsiasi suo potere ai comitati tecnici specializzati. Risponde all'Assemblea, ma è dotato di un certo grado di indipendenza, infatti l'articolo 12 prevede che adotti regole e procedure senza l'assistenza dell'Assemblea.

### Comitato dei rappresentanti permanenti
Il Comitato ha il compito di seguire le istruzioni del consiglio esecutivo e prepararne i lavori.
Molto simile al COREPER dell'Unione europea è stato tuttavia integrato negli organi dell'Unione africana, a differenza del suo omologo europeo.

### Comitati tecnici specializzati
I Comitati Tecnici Specializzati sono formati da ministri africani, con il compito di consigliare l’Assemblea dell'Unione Africana riguardo temi che sono stati stabiliti all’Atto Costitutivo.

### Consiglio economico, sociale e culturale
(ECOSOCC) è composto da gruppi sociali e culturali presenti negli Stati membri, ma ha solo capacità di avviso.

### Corte di giustizia
Non è stata ancora istituita; nell'atto costitutivo viene fatto riferimento soltanto, all'articolo 26, ai suoi poteri nell'interpretazione del Trattato.
Il 28 gennaio 2013, la ventesima Conferenza dei Capi di Stato e di governo dell'Unione africana, su impulso della Tunisia, ha formalizzato la richiesta di istituzione di una Corte Costituzionale internazionale sotto l'egida dell'ONU (Doc. Assemblea/AU/12 (XX) Add.1).

### Parlamento panafricano
È stato inaugurato il 18 marzo 2004 a Midrand, in Sudafrica, ed attualmente ha solo funzioni consultive e di avviso, con l'obiettivo tuttavia di evolvere in un'istituzione con poteri legislativi.

### Consiglio di pace e di sicurezza
Non previsto nell'atto costitutivo, ha iniziato la sua attività il 25 maggio 2004. Organo già esistente all'interno dell'Organizzazione dell'unità africana, è stato ricreato all'interno dell'Unione come strumento per la prevenzione, la gestione e la risoluzione dei conflitti.
Il relativo protocollo, presentato al vertice di Durban del 2002, stabilisce all'articolo 2.2 che il Consiglio sia supportato dalla Commissione dell'unione africana, un consiglio di saggi, un sistema di allarme immediato continentale, una forza militare africana, Forza Africana Riservista, e da un fondo monetario speciale.
Le relazioni tra il Consiglio, le Nazioni Unite e le altre organizzazioni internazionali sono il contenuto dell'articolo 17 del protocollo, dove è specificato che vi sarà stretta collaborazione, in particolare con il Consiglio di sicurezza delle Nazioni Unite. Il Consiglio guida le missioni di pacificazione dell'Unione africana, la Missione Africana in Sudan attiva dal giugno 2004, e la Missione Africana in Somalia, attiva dall'inizio del 2007.
Attualmente il Consiglio è composto da:
- dieci membri con mandato biennale: Benin; Burkina Faso; Burundi; Ciad; Mali; Ruanda; Swaziland; Uganda; Tunisia; Zambia.
- cinque membri con mandato triennale: Algeria; Angola; Etiopia; Gabon; Nigeria.

### Istituzioni finanziarie
- Banca centrale africana
- Fondo monetario africano
- Banca africana degli investimenti

## Organismi collegati

### Nuova associazione per lo sviluppo dell'Africa
La Nuova associazione per lo sviluppo dell'Africa (New Partnership for Africa's Development, NEPAD) è attualmente inserito nella struttura dell'Unione africana: ha la sua origine da un mandato dell'Organizzazione dell'Unità Africana a cinque capi di Stato (Algeria, Egitto, Nigeria, Senegal e Sudafrica) per la creazione di una struttura socioeconomica integrata di sviluppo per l'Africa nel 1999.
È stato adottato in forma di dichiarazione nel 2001, al vertice dell'Organizzazione dell'Unità Africana tenutosi a Lusaka. Il principale organo è il Comitato di Attuazione dei Capi di Stato e di Governo, che risponde direttamente all'Assemblea presentando un rapporto annuale durante il vertice dell'Unione; comprende quindici nazioni, tre per ogni regione africana, ed ha il compito di definire le politiche, le priorità e il programma di azione. Il Comitato Direttivo è composto dai rappresentanti dei Capi di Stato e di Governo, e sorveglia i programmi e i progetti di sviluppo. Il Segretariato ha funzione di coordinazione o direzione in caso di necessità.
Le priorità del NEPAD sono stabilire le condizioni per uno sviluppo sostenibile assicurando pace e sicurezza, cooperazione e integrazione regionale, riformare le politiche per accrescere gli investimenti in alcuni settori ritenuti strategici come agricolturltura, sanità, trasporti, energia, export, turismo e mercato intra-africano, ed infine mobilitare le risorse per attrarre maggiori investimenti esteri ed accrescere il flusso di capitali attraverso ulteriori riduzioni del debito e crescenti aiuti allo sviluppo.

### Meccanismo Africano di Revisione Paritaria
Collegato al NEPAD si trova il Meccanismo Africano di Revisione Paritaria (MARP), uno strumento al quale l'accesso è volontario, e il cui mandato è monitorare le azioni e le politiche degli Stati membri, assicurando che siano progredendo verso la realizzazione degli obiettivi e che siano conformi ai valori del NEPAD in quattro aree principali: democrazia e politica governativa, economia, struttura governativa e sviluppo socio-economico. L'APRM si ispira ad un principio di trasparenza e non è finalizzato alla punizione e all'esclusione di eventuali Stati non virtuosi. La pubblicazione del Memorandum d'Intesa è avvenuta nel 2003, e tre anni dopo avevano aderito ventisei Stati.

### Programma di Sviluppo dell'Agricoltura Africana
Altra organizzazione collegata è il Programma di Sviluppo dell'Agricoltura Africana, la cui realizzazione è stata studiata dal Comitato Direttivo in collaborazione con la FAO nel 2002.

### La cooperazione con l'Unione europea
Il 3 e 4 aprile 2000, al Cairo, in Egitto, si tenne il primo incontro tra l'Unione europea e l'Organizzazione dell'Unità Africana.
Durante l'incontro vennero firmati due documenti riguardanti la strategia di sviluppo da attuare congiuntamente: La Dichiarazione del Cairo e Il Piano d'Azione del Cairo.
Nella Dichiarazione furono elencati gli obiettivi da raggiungere, come l'integrazione dell'Africa nell'economia mondiale, la cooperazione economica e l'integrazione regionale, ma anche il rispetto dei diritti umani, dei principi e delle istituzioni democratiche.
Il Piano d'Azione previde innanzitutto un meccanismo consistente di vertici a livello di capi di Stato e di Governo, basati su un principio di continuità, e di più frequenti incontri a livello ministeriale.
Dopo la prima Conferenza Ministeriale, tenutasi l'11 ottobre 2001 a Bruxelles ancora tra rappresentanti dell'Ue e dell'OUA, a partire dal 2002 gli incontri ministeriali sono avvenuti tra Ue e Ua:
- il 28 novembre 2002 a Ouagadougou
- il 10 novembre 2003 a Roma,
- il 1º aprile 2004 a Dublino,
- il 4 dicembre 2004 ad Addis Abeba,
- l'11 aprile 2005 nel Lussemburgo,
- l'8 maggio 2006 a Vienna,
- il 10 ottobre 2006 a Brazzaville,
- il 15 maggio 2007 a Bruxelles

Durante questi anni si sono rafforzati i rapporti tra altri organi delle Unioni:
Le Commissioni si sono incontrate ogni anno dal 2004 e dal 2006 hanno istituzionalizzato il Business Forum,
inteso come uno strumento di dialogo per permettere l'incontro tra esponenti del settore privato di entrambi i continenti, con diverse finalità:
- dare voce al settore privato in Africa
- migliorare l'influenza africana nel mondo degli affari e negli investimenti per il clima
- rendere l'Africa più attraente per il settore privato europeo.

Il primo è stato organizzato il 16 e 17 novembre 2006 a Bruxelles dalla Commissione europea, il secondo il 21 e 22 giugno ad Accra, dalla Commissione dell'Unione africana.
Per quanto riguarda i Vertici a livello di Capi di Stato e di Governo, il primo dopo quello del Cairo era previsto a Lisbona nell'aprile 2003 ma è stato annullato dall'Unione europea per protesta contro la presenza di Robert Mugabe, in quanto presidente di uno Stato colpito da sanzioni da parte dell'Unione.
È stato necessario attendere quattro anni perché il Vertice potesse svolgersi, sempre a Lisbona, sempre alla presenza di Mugabe, il 10 e 11 dicembre 2007.
Il rapporto istituzionale ha dato vita a iniziative di sostegno e a progetti condivisi:
- Il Peace Facility for Africa nel 2003,
- La Strategia dell'Unione europea per l'Africa del 2005,
- Il Partenariato Eurafricano sulle Infrastrutture del 2006

## Cronologia degli incontri
| No. | Città ospitante/Paese | Città ospitante/Paese | Data                         |
| --- | --------------------- | --------------------- | ---------------------------- |
| 1º  | Durban                | Sudafrica             | 9-11 luglio 2002             |
| 2º  | Maputo                | Mozambico             | 10-11 luglio 2003            |
|     | Sirte                 | Libia                 | febbraio 2004 *              |
| 3º  | Addis Abeba           | Etiopia               | 6-8 luglio 2004              |
| 4º  | Abuja                 | Nigeria               | 24-31 gennaio 2005           |
|     | Addis Abeba           | Etiopia               | agosto 2005 *                |
| 5º  | Sirte                 | Libia                 | 28 giugno - 5 luglio 2005    |
| 6º  | Khartoum              | Sudan                 | 16-24 gennaio 2006           |
| 7º  | Banjul                | Gambia                | 25 giugno - 2 luglio 2006    |
| 8º  | Addis Abeba           | Etiopia               | 22-30 gennaio 2007           |
| 9º  | Accra                 | Ghana                 | 25 giugno - 6 luglio 2007    |
| 10º | Addis Abeba           | Etiopia               | 25 gennaio - 2 febbraio 2008 |
| 11º | Sharm el-Sheikh       | Egitto                | 24 giugno - 1º luglio 2008   |
| 12º | Addis Abeba           | Etiopia               | 26 gennaio - 3 febbraio 2009 |
| 13º | Sirte                 | Libia                 | 24 giugno - 3 luglio 2009    |
| 14º | Addis Abeba           | Etiopia               | 25 gennaio - 2 febbraio 2010 |
| 15º | Kampala               | Uganda                | 19-27 luglio 2010            |
| 16º | Addis Abeba           | Etiopia               | 24-31 gennaio 2011           |
| 17º | Malabo                | Guinea Equatoriale    | 23 giugno - 1º luglio 2011   |
| 18º | Addis Abeba           | Etiopia               | 23-30 gennaio 2012           |
| 19º | Addis Abeba           | Etiopia               | 9-16 luglio 2013             |
| 20º | Addis Abeba           | Etiopia               | 27-28 gennaio 2013           |
| 21º | Addis Abeba           | Etiopia               | 19-27 maggio 2013            |
|     | Addis Abeba           | Etiopia               | ottobre 2013 *               |
| 22º | Addis Abeba           | Etiopia               | 21-31 gennaio 2014           |
| 23º | Malabo                | Guinea Equatoriale    | 20-27 giugno 2014            |
| 24º | Addis Abeba           | Etiopia               | 23-31 gennaio 2015           |
| 25º | Johannesburg          | Sudafrica             | 7-15 giugno 2015             |
| 26º | Addis Abeba           | Etiopia               | 21-31 gennaio 2016           |
| 27º | Kigali                | Ruanda                | 10-18 luglio 2016            |
| 28º | Addis Abeba           | Etiopia               | 22-31 gennaio 2017           |
| 29º | Addis Abeba           | Etiopia               | 27 giugno - 4 luglio 2017    |
| 30º | Addis Abeba           | Etiopia               | 22-29 gennaio 2018           |
|     | Kigali                | Ruanda                | marzo 2018 *                 |
| 31º | Nouakchott            | Mauritania            | 25 giugno - 2 luglio 2019    |
| 32º | Addis Abeba           | Etiopia               | 10-11 febbraio 2019          |
|     | Niamey                | Niger                 | luglio 2019 *                |
| 33º | Addis Abeba           | Etiopia               | 9-10 febbraio 2020           |
| 34º | Addis Abeba           | Etiopia               | 6-7 febbraio 2021            |
| 35º | Addis Abeba           | Etiopia               | 5-6 febbraio 2022            |
| 36º | Addis Abeba           | Etiopia               | 18-19 febbraio 2023          |
| 37º | Addis Abeba           | Etiopia               | 17-18 febbraio 2024          |

* Incontro straordinario